# Dusan Djuric
Dusan Predrag Djuric (serbiska: Душан Ђурић, Dušan Ðurić), född 16 september 1984 i Halmstad, är en före detta svensk fotbollsspelare med serbiskt ursprung som senast spelade för Halmstads BK. Han har tidigare spelat för bland annat Gais och FC Zürich.
Han har tidigare spelat för det svenska landslaget.

## Klubbkarriär
Djuric inledde sin karriär som fotbollsspelare i det svenska klubblaget Halmstads BK, där han började spela som sjuåring. Han debuterade för klubbens A-lag i Allsvenskan den 7 april 2003 mot GIF Sundsvall. I januari 2008 skrev han kontrakt med schweiziska FC Zürich.
Inför säsongen 2016 skrev han ett ettårskontrakt med Dalkurd FF. I februari 2017 värvades Duric av Gais, där han skrev på ett ettårskontrakt med option på ytterligare ett år. I februari 2019 återvände Djuric till moderklubben Halmstads BK, där han skrev på ett ettårskontrakt. Redan i maj 2019 förlängde Djuric sitt kontrakt fram över säsongen 2020. I november 2020 förlängde han sitt kontrakt med ett år. Djuric spelade 22 ligamatcher och gjorde ett mål under säsongen 2020, då Halmstads BK blev uppflyttade till Allsvenskan. Efter säsongen 2021 lämnade han klubben och år 2022 berättade Djuric att han avslutar den aktiva fotbollen och istället satsar på tränarutbildning 

## Landslagskarriär
Djuric debuterade 17 februari 2004 i U21-landslaget. A-landslagsdebuten gjordes 26 januari 2005.